# Meža
Meža (niem.: Mieß) – rzeka w północnej Słowenii i południowej Austrii, prawy dopływ Drawy. Ma długość 43 km, powierzchnie zlewni 543 km² i średni przepływ 11,5 m³/s.

## Przebieg i opis
Pierwsze źródło rzeki Meža znajduje się na południowym, zalesionym zboczu grzbietu w skałach centralnych Karawanek. Jako mały potok miejscami ginie w peryglacjalnym rumoszu skalnym. W miejscowości Koprivna pojawia się ponownie po słoweńskiej stronie granicy w drugim źródle. W tym odcinku potok ma duży spadek. W tym odcinku z lewej strony wpadają do niej potoki Koprivna, Topla i Helenski potok spod góry Peca. Pierwszym większym prawym dopływem jest Bistra, płynąca spod masywu Raduha, która dołącza do Mežy nieco powyżej miejscowości Črna na Koroškem.
Tutaj po raz pierwszy pojawia się nieco szersze dno doliny, a na nim, przy potoku Javorski, pośród zalesionych wzgórz leży Črna na Koroškem. Do tego miejsca Meža płynęła mniej więcej na wschód, tutaj jednak skręca na północ w wąski wąwóz, którym przebija się przez północne skrzydło Karawanek. Na zachodzie wznosi się potężna Peca, a po stronie wschodniej – Uršlja gora. Jedyną osadą w tej części doliny jest Žerjav, gdzie z prawej strony wpada potok Jazbinski.
Na północnym końcu wąwozu rzeka Meža wpływa do miasta o podobnej nazwie – Mežica. Wzdłuż rzeki zaczynają się pojawiać także nieco większe równiny. W miejscowości Poljana rzeka ponownie zmienia kierunek biegu i skręca na wschód; w dnie doliny znajduje się dość płaski teren, na którym leżą miasta Prevalje i Ravne na Koroškem.
W tej części z okolicznych wzgórz do Mežy wpada wiele dopływów, m.in. Šentanelska reka i Zelenbreški potok tuż poniżej Ravne Meža ponownie kieruje się na północny wschód. W miejscowości Dobrije dno doliny ostatni raz nieco się rozszerza, po czym następuje półtorakilometrowy wąwóz, gdzie rzeka ponownie skręca na północ. W Otiškem Vrhu z prawej strony wpada do niej największy dopływ – Mislinja, z którą po nieco ponad kilometrze wspólnego biegu uchodzą do Drawy w Dravogradzie.